# Petanca
Petanca (em francês: pétanque) é uma forma de boules onde o objetivo é, ao mesmo tempo ficar em pé dentro de um círculo começando com os dois pés no chão, jogar bolas ocas de metal tão perto quanto possível de uma pequena bola de madeira chamado de Cochonnet (literalmente "Leitão") ou aproximá-la. Às vezes é chamado de bouchon (literalmente "rolha") ou le petit ("o pequeno"). O jogo normalmente faz-se em terra batida ou cascalho, mas também pode ser jogado em relvado, areia ou outras superfícies. Jogos similares são bocha e tigelas.

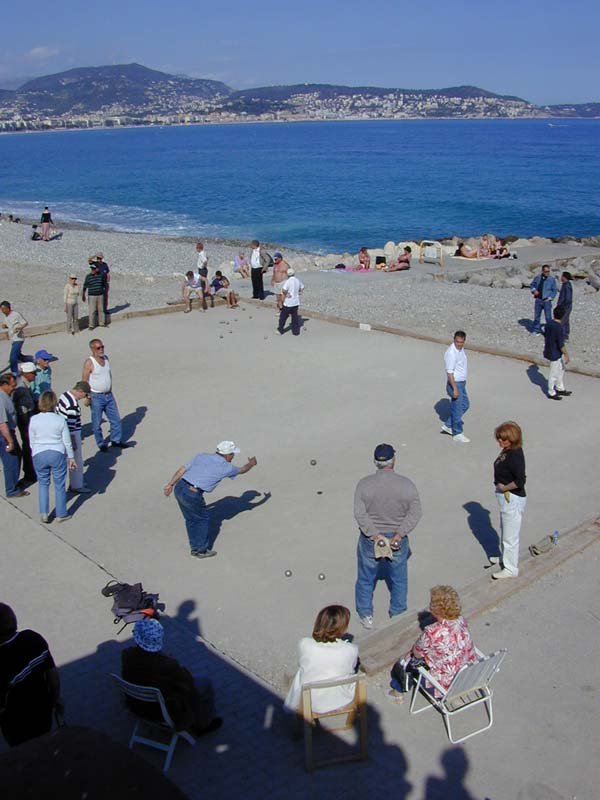
Jogadores de petanca na praia de Nice, em França

A forma atual do jogo se originou em 1907, em La Ciotat, em Provença, no sul da França. Os nomes inglês e francês de petanca vêm de petanca no dialeto provençal da língua occitana, decorrente da expressão Pes tancats [pɛs taŋkats], que significa "pés juntos" ou mais exatamente "pé ancorado".
A forma casual do jogo de petanca é jogado por cerca de 17 milhões de pessoas na França, principalmente durante as férias de verão. Também é amplamente jogado em Espanha. Há cerca de 600 mil jogadores licenciados com a Federação Internacional de Petanca e jogo provençal, 375.000 na França com a Fédération Française de Petanca et Jeu Provençal (FFPJP) e cerca de 3.000 na Inglaterra. Nos Estados Unidos (FPUSA) tem 1.500 membros em 40 clubes, e estima-se que cerca de 30.000 pessoas joguem em todo o país. Cerca de outras 20.000 jogam em Quebec, Canadá. Além disso, os clubes de petanca surgiram em cidades em todo os Estados Unidos nos últimos anos. Petanca também é jogado no Sudeste da Ásia devido à presença francesa na região durante os últimos séculos: Laos, ao norte da Tailândia, Vietnã e Camboja. O Campeonato Mundial de petanca é a competição internacional de nações e ocorre a cada dois anos, enquanto o principal torneio individual de petanca tem lugar todos os anos em Marselha, com mais de 10 mil participantes e mais de 150 mil espectadores.